# بروجة

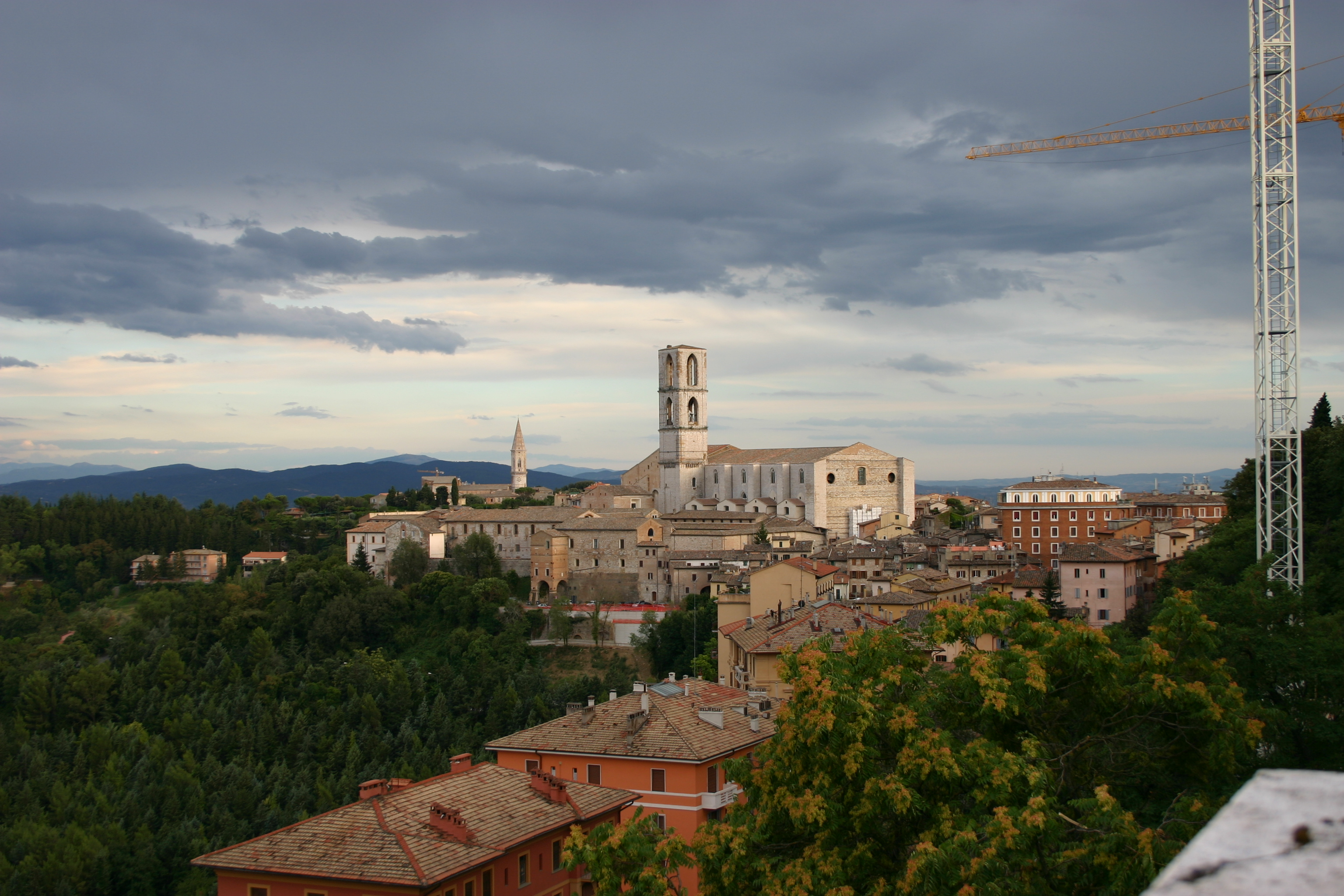
بِرُوجَة عند الغروب

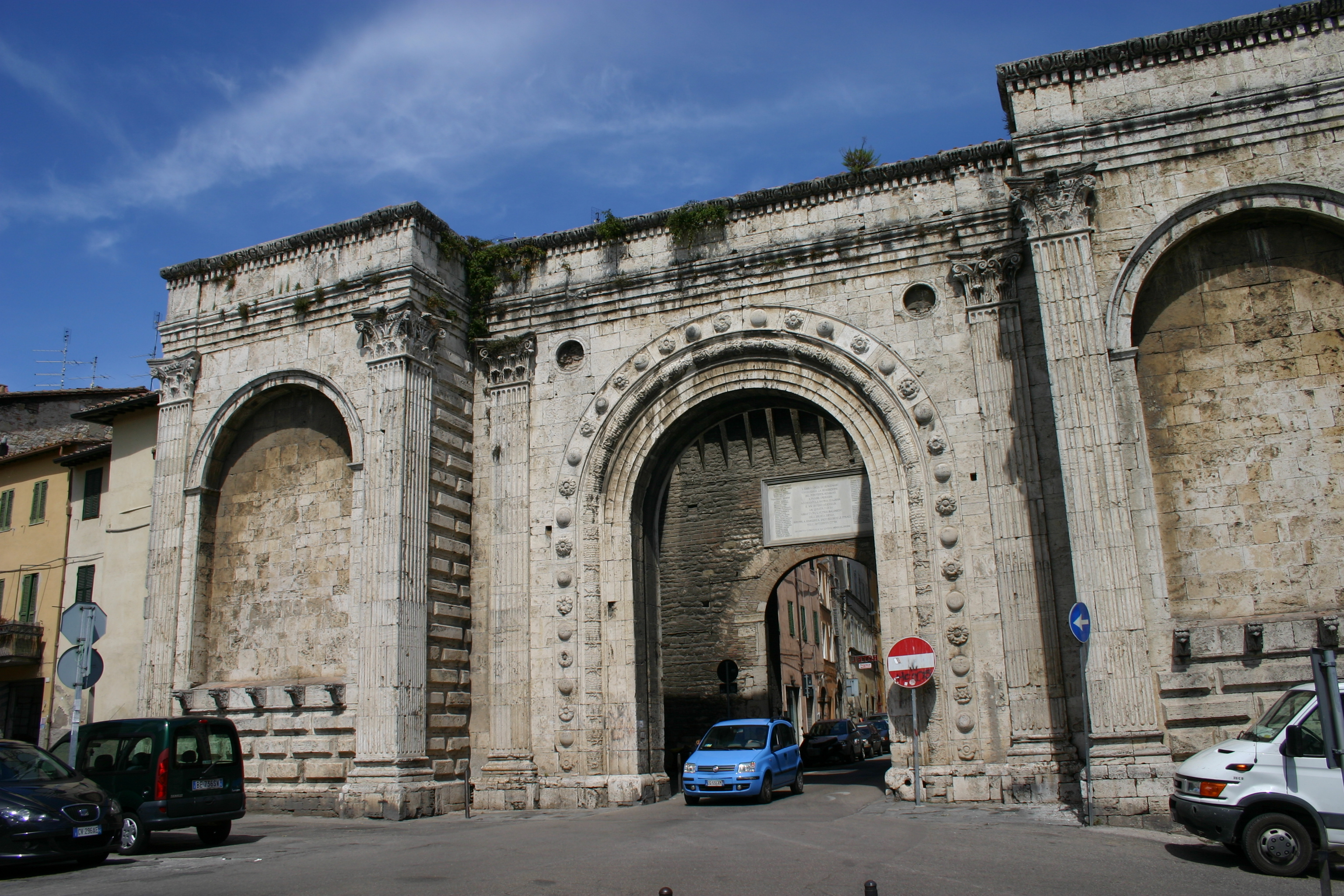
بوابة سان بييترو

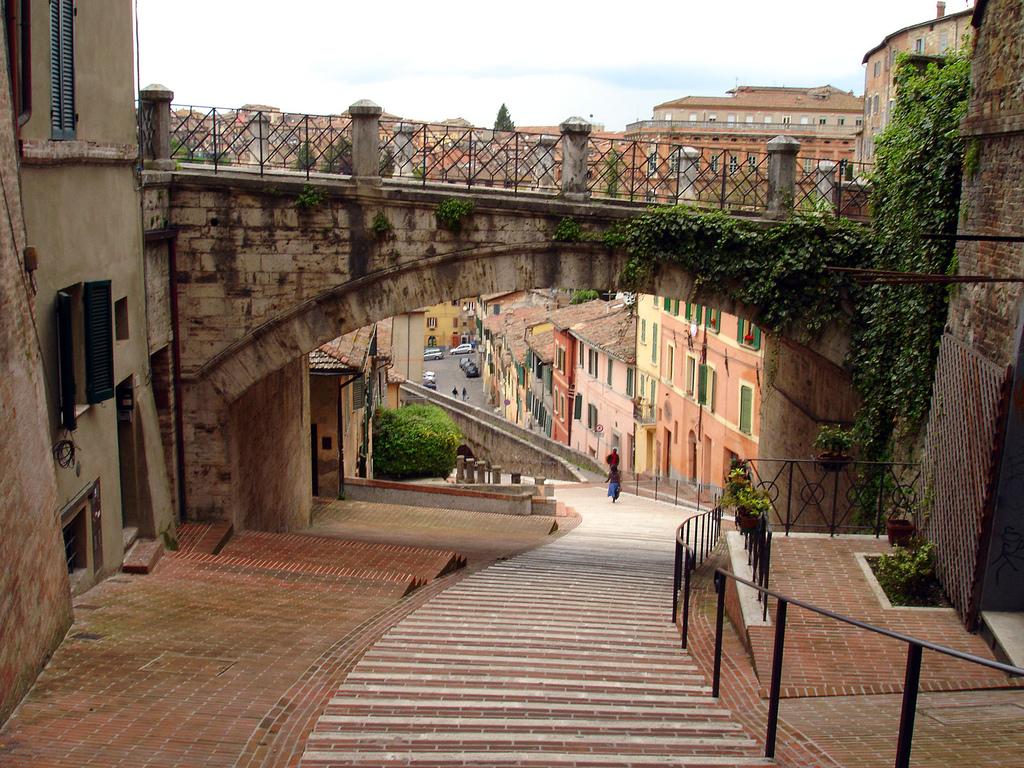
الجسر الروماني

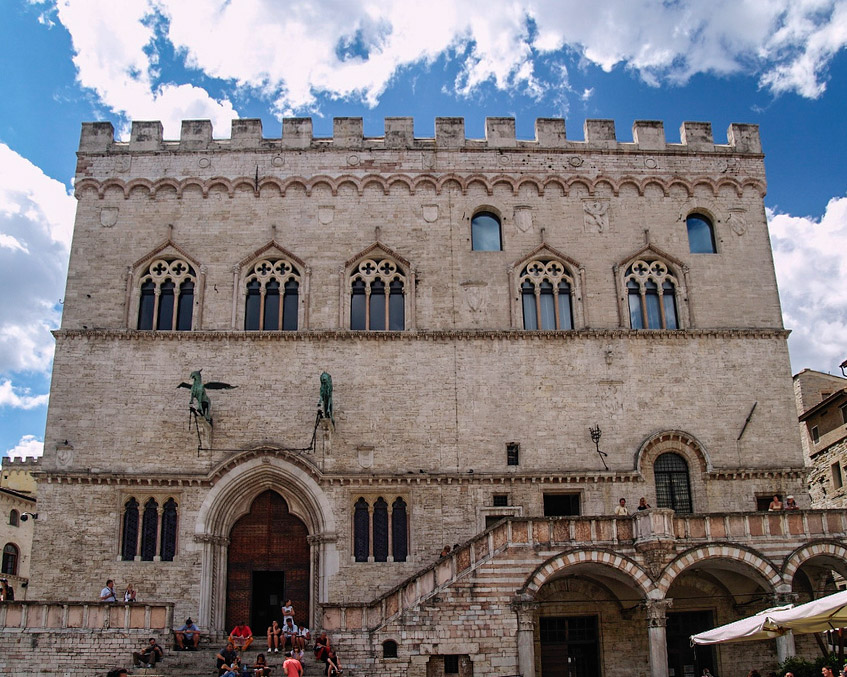
فصر القادة مركز الحكومة المحلية

بِرُوجَة أو بِرُوجَا أو بِرُدجَة أو بِرُدجَا أو بيروجية (نقحرة: بيرودجا) (بالإيطالية: Perugia)‏ مدينة في أواسط إيطاليا عاصمة إقليم أُمبِرية ومقاطعة بِرُوجَة مطلة على نهر التيفيري يبلغ عدد قاطنيها 164.782 ساكن. تبعد 170 كم شمال روما. تأسست جامعتها عام 1307 م.

أشهر المدن لدراسة اللغة الإيطالية لجميع الجنسيات حيث تستقبل أعداد هائلة سنويا خصوصا في أشهر الصيف وفي شهر يناير من كل عام.
و يمكن الوصول اليها من روما أو ميلانو أو أي مدينة أخرى بواسطة القطار أو الباصات حيث يوجد بها محطة حافلات ومحطة قطارات كبيرة نوعا ما وتنطلق منها يوميا رحلات متوجهة لجميع المدن دون استثناء.
بِرُوجَة مركز فني مهم وسط إيطاليا. ينسب إليها الرسام الشهير بييترو فانوتشي لذا يلقب بيرودجينو أي ابن بِرُوجَة الذي زينت مجموعة جميلة من جدارياته صالة Sala del Cambio المحلية ؛ ثمانية من صوره يتباهى بها في الصالة أومبريا الوطنية المعارض. وبيرودجينو كان معلم رفائيل أهم فناني عصر النهضة، وقد أنتج في بِرُوجَة خمسة لوحات (اليوم لم تعد في المدينة) وجدارية واحدة، وهنالك رسام شهير آخر عاش في بِرُوجَة هو بينتوريكيو. أشهر مبانيها صممها المعماري الشهير غالياتسو اليسي.

## السكان
في سنة 1861 بلغ عدد السكان 42٬515 نسمة، وتطور العدد ليصل في سنة 2018 لـ 165٬956 نسمة.
يظهر هذا المخطط البياني تطور النمو السكاني لـ بِروجة

## التاريخ
بِرُوجَة كانت مستوطنة الأمبيريون وأول مرة ذكرت في التاريخ المكتوب باسم بيروسيا Perusia، كواحدة من اثني عشر مدينة تشكل اتحاد مدن أتروريا من قبل المؤرخ الروماني كوينتوس فابيوس بيكتور واستعمل نفس الاسم بعد ذلك المؤرخ الروماني ليفي عندما تحدث عن الحملة التي قامت بها فابيوس ماكسيموس روليانوس ضد اتحاد الأتروسكان عام 310 ق.م. في ذلك الوقت اتفق على ثلاثين سنة من الهدنة ؛ ولكن في 295 بيروسيا شاركت في ثالث الحرب السامنيتية الثالثة بين الرومان والسامنيت وخسرت، ثم سعت للسلام في العام التالي مع أرِتسة.
في عامي 216 ق.م و 205 ق.م ساعدت روما في الحرب بونيقية ثانية ولم تذكر بعد ذلك حتى حوالي 40 ق.م حيث لجأ إليها لوسيوس أنتونيوس شقيق مارك أنطونيو، واحتلها أوكتافيان بعد حصار طويل، وقتل أعضاء مجلس شيوخها. وتم العثور على كتل من الرصاص كانت تقذق بالمجنيق في المنطقة المحيطة بالمدينة. وقد أحرقت المدينة باستثناء من معبدي هيرا وفولكان.
لكنها لم تصبح مستعمرة حتى 253 م عندما تمت إعادة التوطين تحت اسم Colonia Vibia Augusta Perusia، في عهد الإمبراطور تريبونيانوس غالوس.
بالكاد كانت تذكر إلا من قبل الجغرافيين، إلى أن كانت المدينة الوحيدة في أومبريا التي صمدت في وجه توتيلا ملك القوط الشرقيين الذي استولى عليها سنة 547 بعد حصار طويل وبعد إجلاء الحامية البيزنطية على ما يبدو. بدأ مطران المدينة هيركولانوس المفاوضات مع القوات المحاصرة، باعتباره ممثلا لسكان المدينة. يقال أن توتيلا أمر بسلخ جلد المطران وقطع عنقه. فأصبح فيما بعد القديس المدينة.
في الفترة اللومباردية كانت بِرُوجَة إحدى المدن توشا. في القرن التاسع آلت إلى الباباوات بموافقة شارلمان ولويس الورع، ولكن بحلول القرن الحادي عشر أصبحت بلدية حرة، واحتفظت المدينة على استقلالها لعدة قرون، متحاربة الكثير الأراضي المجاورة ومدن - فولينيو وأسيزي وسبوليتو وتودي وسيينا وأرِتسة وغيرها. في عام 1186 منح هنري السادس الأمير آنذاك والإمبراطور مستقبلاً الاعتراف الدبلوماسي حكومة المدينة القنصلية ؛ البابا إنوسنتيوس الثالث الذي كان هدفه الرئيسي إعطاء كرامة الدولة لمناطق نفوذه مقيماً مقاطعة تراث القديس بطرس (Patrimonium Sancti Petri)، واعترف بصحة بيان الامبراطوري الثابتة واعترف الممؤسسات المدنية بها والممارسات المدنية التي لها قوة القانون.

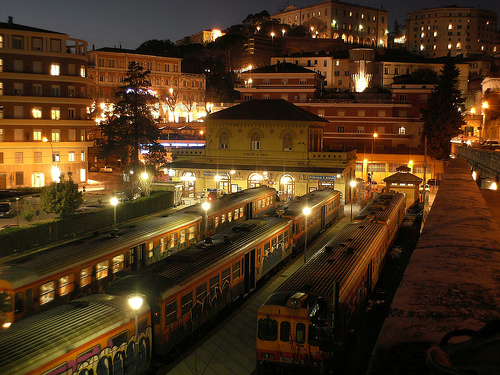
محطة القطارات
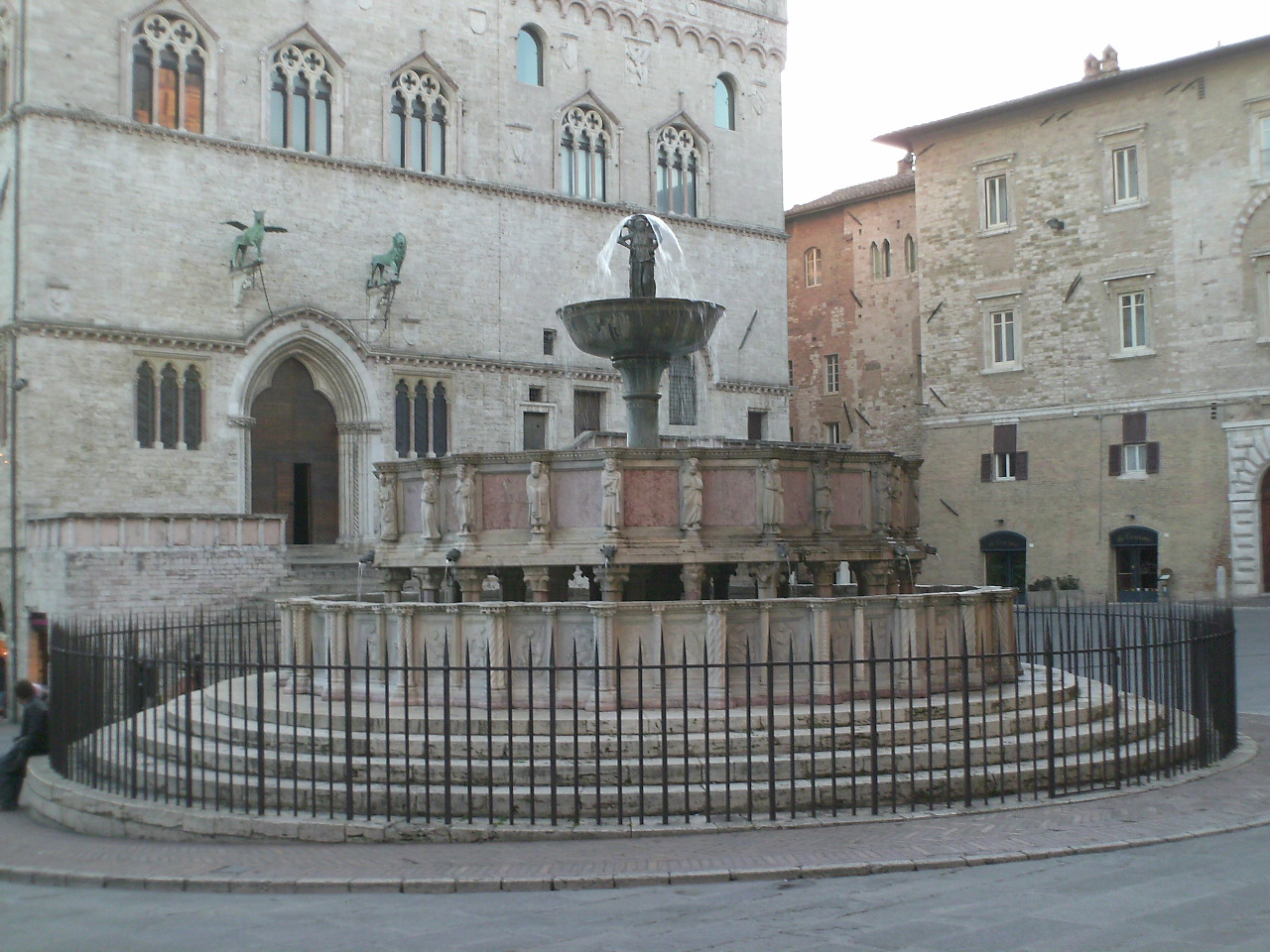
النافورة الكبرى Fontana_Maggiore
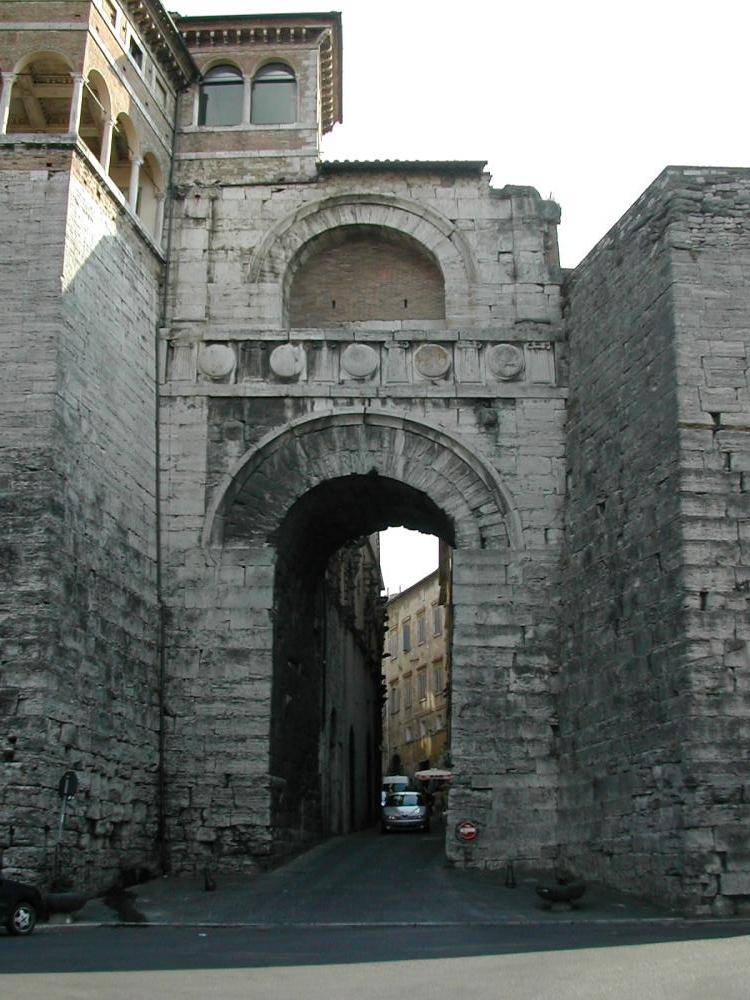
قوس أتروسكاني
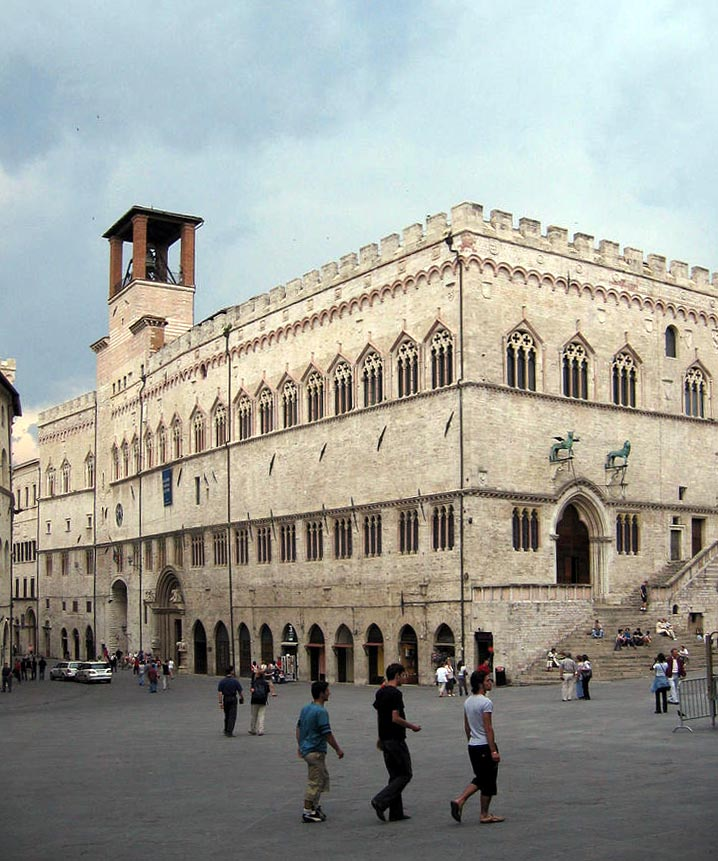
قصر القادة
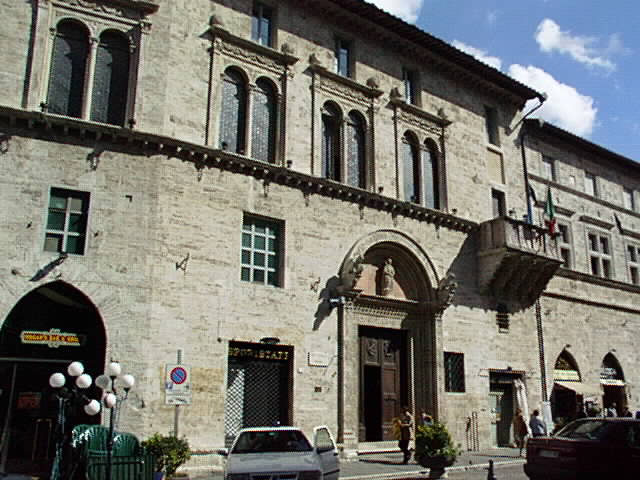
قصر كابتن الشعب Palazzo del Capitano del Popolo
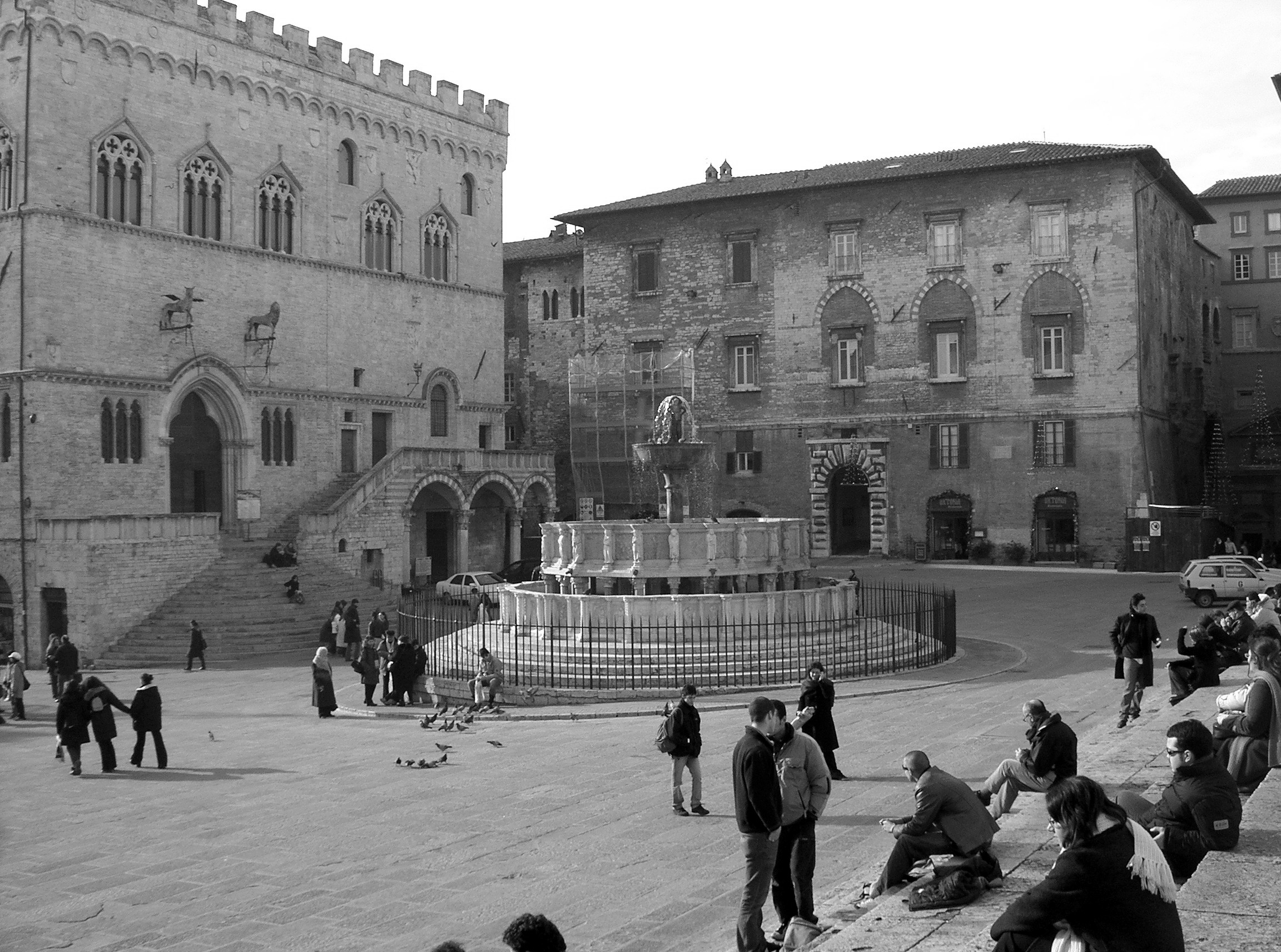
ساحة الرابع من نوفمبر